# Помоштиця
Помо́штиця (болг. Помощица) — село в Тирговиштській області Болгарії. Входить до складу общини Попово.

## Населення
За даними перепису населення 2011 року у селі проживали 76 осіб, з них 71 особа (97,3%) — болгари.
Розподіл населення за віком у 2011 році:
Динаміка населення: